# Paul Baerwald School
Die Paul Baerwald School, benannt nach Paul Baerwald, dem Mitbegründer und langjährigen Vorsitzenden des American Jewish Joint Distribution Committee (JDC), wurde 1949 als Paul Baerwald School of Social Work in Versailles gegründet, um jüdische Sozialarbeiter auszubilden, die in der Nachkriegszeit Juden in Europa, Nordafrika und in Palästina zur Seite stehen konnten. Nach einer vorübergehenden Schließung im Jahre 1954 wurde die Schule 1958 als Paul Baerwald School of Social Work and Social Welfare an der Hebräischen Universität Jerusalem neu gegründet.

## Gründung und Gründer
Der Hintergrund für die Gründung der Paul Baerwald School war die große Zahl von Holocaust-Überlebenden und anderen Vertriebenen in Europa, für die es keine oder nur unzureichende Unterstützung durch adäquate Sozialhilfeprogramme gab. Hinzu kam der Wunsch des American Jewish Joint Distribution Committee (JDC) nach professioneller Unterstützung beim Wiederaufbau jüdischer Gemeinden durch entsprechend ausgebildete Sozialarbeiter.
Zu den treibenden Kräften bei der Errichtung eines dafür geeigneten Ausbildungszentrums in Europa zählten Herman D. Stein, der erste Direktor für Sozialhilfe des JDC, und Philip Klein, Professor an der New York School of Social Work (der heutigen Columbia University School of Social Work) und Berater des JDC. Die gemeinsame Ausbildung durch und ihre Tätigkeiten für die New York School of Social Work prägten ihr Verständnis von Sozialarbeit, und nach Laura Hobson Faure könnte „die Paul Baerwald School fast als europäischer Satellit dieser Institution angesehen werden“.
Im Oktober 1949 wurde die Ausbildungsstätte offiziell eröffnet. Bei der Eröffnungsfeier sprachen Léon Blum und Guy de Rothschild. Dem zum Direktor berufenen Henry Selver stand ein Team von sechs amerikanischen Lehrkräften zur Seite. Die Einrichtung „war dafür konzipiert, ein Kader jüdischer Sozialarbeiter für den Dienst in den jüdischen Gemeinden Europas und Nordafrikas sowie im neu gegründeten Staat Israel auszubilden. Die Schule, die als „die erste Sozialarbeitsschule amerikanischen Typs in Europa“ bezeichnet wird, unterrichtete eine weitgehend weibliche Schülerschaft in Methoden der Individualfürsorge und in modernen psychologischen Theorien über menschliches Wachstum und Entwicklung. Alle Studierenden waren verpflichtet, einen Kurs in ‚psychologischen Konzepten, die der Sozialfürsorge zugrunde liegen‘, zu absolvieren. Die Wahl eines Schwerpunktes in der Kinderbetreuung und im Institutionenmanagement führte zu weiteren Kursen in der Kinderpsychologie.“
Philip Klein habe als Forschungsdirektor der Paul Baerwald School „auf die Bedeutung der amerikanischen Methoden der Sozialarbeit in Übersee [hingewiesen]. Im Gegensatz zu den europäischen Systemen der Sozialversicherung, der Renten und der betrieblichen Sozialfürsorge, erklärte Klein, konzentriere sich die amerikanische Sozialarbeit auf die individuelle Anpassung und auf ‚Techniken, um die für Einzelpersonen und Familien angebotenen Hilfen effektiv und effizient zu gestalten‘. Die Absolventen der Paul Baerwald School, die in amerikanischer Sozialarbeit ausgebildet würden, wären in der Lage, den jüdischen Gemeinden in Europa und anderswo die individuellen Hilfen anzubieten, die sie benötigen.“
Auch für die Rekrutierung des Personals der Paul Baerwald School spielte die New York School of Social Work eine wichtige Rolle. Philip Klein und Herman Stein suchten nach Menschen mit Erfahrung in der amerikanischen Sozialarbeit und nutzten ihre Kontakte zur New York School of Social Work, um von dort Lehrkräfte zu rekrutierten. Die ersten von ihnen angeworbenen Mitarbeiterinnen und Mitarbeiter waren:
- Henry Selver, der zum Direktor der Schule berufen wurde.
- Fred Ziegellaub.
- Freda Goldschmied, eine Sozialarbeiterin aus Detroit, die an der Tulane University unterrichtet hatte. In späteren Jahren unterrichtete sie an der l’École de service social in Lille.[8]
- Edith Schulhofer  (1900–2001), deutsch-jüdischer Abstammung und als Flüchtling in die USA gekommen, hatte ebenfalls an der Tulane University unterrichtet. „Die 1900 in Nürnberg geborene Shulhofer studierte Rechtswissenschaften an der Universität München und wurde am 28. Oktober 1928 als erste Anwältin in Nürnberg zugelassen. Sie erkannte bereits 1933, dass ihre und die Existenz ihrer Familie in Nazi-Deutschland bedroht war. Nach dem Verlust ihres Rechts zu praktizieren, flüchtete sie vor den Nazis und emigrierte nach Lyon, Frankreich, wo sie als Pädagogin arbeitete. Nachdem sie ihre Mutter 1939 vor dem Holocaust gerettet hatte, gelang es ihr, in die USA auszuwandern, wo sie ihren MSW [Master in Social Work] an der Columbia University erwarb und 1943 ihren Abschluss machte. Nach Kriegsende kehrte sie nach Frankreich zurück, um bis 1950 mit Überlebenden des Holocaust zu arbeiten.“[9] Nach ihrer Zeit an der Paul Baerwald School kehrte Schulhofer wieder an die Tulane University zurück, wo sie noch bis kurz vor ihrem Tode unterrichtete.
- Shirley Hellenbrand beendete ihre berufliche Laufbahn als emeritierte Professorin der Columbia University. Sie ist Autorin zahlreicher Bücher über Sozialarbeit.[10] Ausführlich berichtet Laura Hobson Faure über Hellenbrands Tätigkeiten nach der Schließung der Paul Bearwald School (EPB): „Shirley Hellenbrand hingegen bleibt in Frankreich, um eine enge Zusammenarbeit mit den jüdischen Sozialdiensten in Paris zu pflegen. Während des Schuljahres 1953–1954 arbeitete sie mit Cojasor und der SSJ zusammen. Darüber hinaus leitet sie ein Seminar für die Abteilungsleiter der wichtigsten Sozialwerke und steht in Kontakt mit dem Charity Committee, der OSA, dem Œuvre de protection des enfants juifs (OPEJ) und der Union des étudiants juifs de France. Während des Schuljahres 1954–1955 trainierte sie das Charity Committee, das 8 Teilnehmer umfasste. Trotz dieses ohnehin schon vollen Terminkalenders organisiert sie eine weitere Schulung zur Kindervermittlung mit 11 Mitarbeitern von OSA, OPEJ, Colonie scolaire und FSJU und arbeitet weiterhin mit 9 Abteilungsleitern zusammen, von denen viele im Vorjahr an ihrem Seminar teilgenommen haben. […] Shirley Hellenbrand arbeitete mit jüdischen Institutionen in Paris zusammen, bis sie 1956 in die Vereinigten Staaten zurückkehrte. Obwohl das Joint versucht hat, sie zu ersetzen, scheint es, dass ihr Weggang das Zusammenspiel zwischen der EPB und den französischen jüdischen Sozialbehörden endgültig beendet hat. “ Bei den genannten Organisationen handelt es sich um jüdische Hilfsorganisationen in Frankreich.[11]
- Janet Siebold, eine Sozialarbeiterin aus Minnesota, die für den Central British Fund for Jewish Relief gearbeitet hatte. In den 1950er Jahren hat sie für eine jüdische Hilfsorganisation in Marokko gearbeitet („Janet Siebold, the head of social services of OSE Casablanca“).[12]
- Libby Meyer, Sozialarbeiterin aus Ohio und bereits Mitarbeiterin des JDC-Büros in Frankreich, wurde mit der Leitung der Supervision von Praktika beauftragt.

„Mit Ausnahme eines Lehrers waren die ersten hauptberuflichen Lehrer alle jüdisch; die Hälfte wurde in den Vereinigten Staaten geboren, die andere Hälfte in Deutschland, und alle bis auf einen waren Frauen. […] Zusätzlich zu diesen hauptberuflichen Lehrern werden einige wenige Franzosen (aller Glaubensrichtungen) und mehrere amerikanische Mitarbeiter des Joint für den Unterricht bestimmter Fächer eingestellt.“
Laura Hobson Faure berichtet von vier Promotionen, die es während der Versailler Jahre gegeben habe, und von rund 120 Absolventinnen und Absolventen insgesamt Schüler, darunter etwa ein Dutzend Franzosen. Sie verweist darauf, dass die Schule für Frankreich aber auch eine Bedeutung als Weiterbildungsstätte gehabt habe, weil sie auch Weiterbildungskurse für jüdische Sozialarbeiter und Lehrer angeboten habe. „Und als die Paul Baerwald School 1953 ihre Türen schloss, verstärkten sich die Kontakte zwischen ihren ehemaligen Lehrern und jüdischen Sozialeinrichtungen […] Tatsächlich schätzte Henry Selver, Direktor der Paul Baerwald School, 1955, dass es etwa vierzig Sozialarbeiter in jüdischen Einrichtungen in Paris gab, von denen dreiundzwanzig keine formale Ausbildung in Sozialarbeit hatten. Die Trainingskurse versuchen vor allem, die Fähigkeiten zu harmonisieren und die Entstehung einer neuen beruflichen Identität bei den Mitarbeitern französisch-jüdischer Sozialeinrichtungen weiter zu fördern.“

## Schließung und Neugründung in Jerusalem
Fieldston schreibt, die Schule habe 1951 ihren Arbeitsbereich erweitert und Schnellkurse in amerikanischen Sozialhilfetechniken in Belgien, Frankreich, Deutschland, der Schweiz, Tunesien und Marokko angeboten. Nach Laura Hobson Faure scheint das aber eher ein Vorgriff auf die Zeit nach der Schließung der Schule im Jahre 1953 gewesen zu sein, denn nach dem vorläufigen Aus boten die Lehrkräfte bis zum Ende der 1950er Jahre „weiterhin Schulungen in den jüdischen Gemeinden Europas und Nordafrikas an“. „Dieses letzte Kapitel des europäischen Lebens der Schule war besonders wichtig für die Reform der sozialen Praktiken in Frankreich.“
Das Aus für die Schule kam nach Faure nicht überraschend: „Die Schule galt schon immer als provisorisch. Israel, das Schüler an die Schule geschickt und seinen Absolventen Arbeitsmöglichkeiten angeboten hatte, stellte eine mögliche Zukunft für die Schule dar, und 1950 wurden Verhandlungen aufgenommen, um sie dorthin zu bringen.“ Busemann spricht nicht von der Vorläufigkeit der Schule, sondern davon, dass sie von vornherein als Experiment angelegt gewesen sei und der JDC mit ihrer Schließung eine Evaluation ihrer Leistung habe vornehmen wollen. Weder Faure noch Busemann geben allerdings Auskunft darüber, worin die Vorläufigkeit oder der experimentelle Charakter der Schule begründet gewesen sein soll.
Sara Fieldston macht darauf aufmerksam, dass für die Schließung und Evaluation der Schule möglicherweise auch unterschiedliche Auffassungen von Sozialarbeit maßgeblich gewesen sein könnten. Der individualisierte Charakter der amerikanischen Sozialarbeit habe im Widerspruch gestanden zu der europäischen Tradition universeller, staatlich unterstützter Sozialprogramme, und nicht selten auch zu den Gegebenheiten vor Ort. „Sogar die Europäer, die sich für das Casework-Training entschieden hatten, fanden, dass große Fallzahlen, der Mangel an Ressourcen der lokalen Behörden und die abweisenden Einstellungen der Kollegen die Umsetzung ihrer Ausbildung in die Praxis erschwerten. In Briefen an ihre ehemaligen Lehrer stellten Absolventen der Paul Baewald School, die zum Arbeiten nach Israel gegangen waren, fest, dass die erdrückenden sozialen Bedürfnisse im noch jungen Staat die Praxis der Fallbearbeitung oft unmöglich machten. Alumnus Peter Melvyn beschrieb einen skeptischen israelischen Kollegen, der versucht hatte, einen anderen Absolventen der Paul Baerwald Schule dazu zu bringen, zuzugeben, dass ‚all diese Fallarbeiten, die wir gelernt haben, tatsächlich ziemlich nutzlos für die Arbeit hier sind‘. Aber auch bei zu vielen Klienten für eine individuelle Fallbehandlung, berichtete Melvyn, hätten seine Kollegen herausgefunden, dass die ›Grundhaltung‹, die sie durch Casework-Training erworben hatten, für sie in ihrer Arbeit nützlich war.“
In einem anderen Zusammenhang berichtet Laura Hobson Faure darüber, dass auch das Ausbleiben osteuropäischer Studenten aufgrund des Eisernen Vorhangs ein Schließungsgrund gewesen sein könnte und zitiert einen Vertreter des JDC, der der Meinung gewesen war, dass für Europa, die Schule zwei oder drei Jahre zu spät gegründet worden sei. Dadurch sei Israel, das Auszubildende auf die Paul Baerwald School geschickt hatte und den Absolventen der Schule die Möglichkeit gab, in Israel zu arbeiten, zu einer möglichen Zukunftsoption für die Schule geworden.

Dass über die Option Israel spätestens seit Ende 1951/Anfang 1952 nachgedacht wurde, ergibt sich aus einem Memorandum Selvers vom 29. Juni 1952. Darin heißt es: „Das israelische Ministerium für Sozialfürsorge forderte im August 1951 offiziell, dass das amerikanische Joint Distribution Committee den Transfer der Paul Baerwald School of Social Work in Versailles, Frankreich, nach Israel in Betracht zieht. […] Die zuständigen israelischen Behörden haben vorgeschlagen, die Schule in Haifa als spezielles Institut einzurichten, das einen Teil des Personals der Sozialdienste ausbilden könnte, das im Land dringend benötigt wird.“ Am 28. Januar 1952 hatte Selver aber „Mr. Charles Passman, A.J.D.C., TEL-AVIV“ mitgeteilt, dass der Transfer vorläufig noch nicht anstünde:

„Vor kurzem wurde ich nach New York zu einem Gespräch über die Zukunft der Paul Bearwald School eingeladen. Es gab eine sehr ausführliche Diskussion über den Vorschlag, die Schule nach Israel zu verlegen. Obwohl zum jetzigen Zeitpunkt noch keine positive Entscheidung getroffen wurde, ist das Thema noch lange nicht abgeschlossen, und ich erwarte, dass wir uns in naher Zukunft erneut mit Ihnen in Verbindung setzen werden, um zu prüfen, wie dieser Vorschlag am besten geprüft und zu einem möglichst intelligenten Ergebnis geführt werden kann.
In der Zwischenzeit wurde jedoch definitiv beschlossen, dass die Schule ein viertes Jahr lang, d.h. von Oktober 1952 bis September 1953, weitergeführt werden sollte.“

In der Folgezeit gab es einen umfangreichen Schriftwechsel um die Übersiedelung der Schule nach Israel. Diese wurde jedoch erst 1958 Realität, allerdings in Form einer Neugründung, und auch nicht, wie ursprünglich mal angedacht, in Haifa, sondern in Jerusalem. Als The Paul Baerwald School of Social Work and Social Welfare wurde die Schule mit Unterstützung des JDC, des israelischen Sozialministeriums und der Stadt Tel Aviv neu gegründet. Auf der Homepage der Schule heißt es dazu: „Die Gründung der Schule und ihre Aktivitäten spiegeln die gemeinsamen Bemühungen der Hebräischen Universität und des JDC wider, die Ausbildung und Forschung in der Sozialarbeit in Israel zu fördern. Das JDC stellte die Anfangsfinanzierung für die Schule und den Bau des ursprünglichen Gebäudes der Schule auf dem Edmond J. Safra Campus (Givat Ram) der Hebräischen Universität zur Verfügung, wo die Schule vor dem Umzug an ihren jetzigen Standort auf dem Scopus-Berg arbeitete. Im Laufe der Jahre hat das JDC die Aktivitäten der Schule weiterhin unterstützt.“ Über die Versailler Vorgeschichte der Schule erfährt man auf deren Webseite nichts.
Von 1957 bis 1962 war Eileen A. Blakey (1902–1979) erste Dekanin der neuen Baerwald School: „Eileen A. Blackey war eine Sozialarbeiterin, Pädagogin und internationale Beraterin. Sie entwarf in den 1930er Jahren ein bahnbrechendes Personalentwicklungsprogramm für Notfallhelfer, arbeitete während des Zweiten Weltkriegs mit der United Nations Relief and Rehabilitation Administration zusammen und leitete dann die Personalentwicklung für die Sozialabteilung der U.S. Veterans Administration. Als Pädagogin organisierte sie und war sie die erste Dekanin der Baerwald School of Social Work der Hebrew University in Israel, beriet international bei der Entwicklung von Sozialarbeitspädagogik und war von 1963 bis 1968 Dekanin an der School of Social Welfare der University of California in Los Angeles.“ Als erster israelischer Dekan folgte ihr 1962 Israel Katz, der bis 1968 amtierte.